# 久須志神社 (富士山)
久須志神社（くすしじんじゃ）は富士山の標高3715mに位置する神社。富士登山道の吉田口と須走口側の頂上にあたる。富士山本宮浅間大社の末社であり、「東北奥宮」とも称される。
「富士山-信仰の対象と芸術の源泉」の「富士山域」の一部である「山頂の信仰遺跡群」の一部として世界文化遺産の構成要素に含まれている。

## 歴史
元々は薬師堂と呼ばれていた。須走浅間神社が薬師堂の開帳・入仏などを行っていたため、基本的には須走浅間神社が管理していたものである。気候などの影響により建物が朽ちていたため、元禄15年（1702年）には浅間大社が薬師堂を造営している。
しかしこの入仏の権利などを巡り、大宮と須走が争った経緯などもある（元禄の争論）。安永の争論においては安永8年（1779年）の幕府裁許状により、薬師堂の開帳や扉の封印は須走浅間神社神主が取り計らい、浅間大社の僧侶による開帳の際は銭200分を受け取ることなどが決められた（「富士山を巡る争い」を参照）。
薬師堂という名は廃仏毀釈により改名され、それと同時に浅間大社の末社として管理されることとなり、現在に至る。

## 周辺

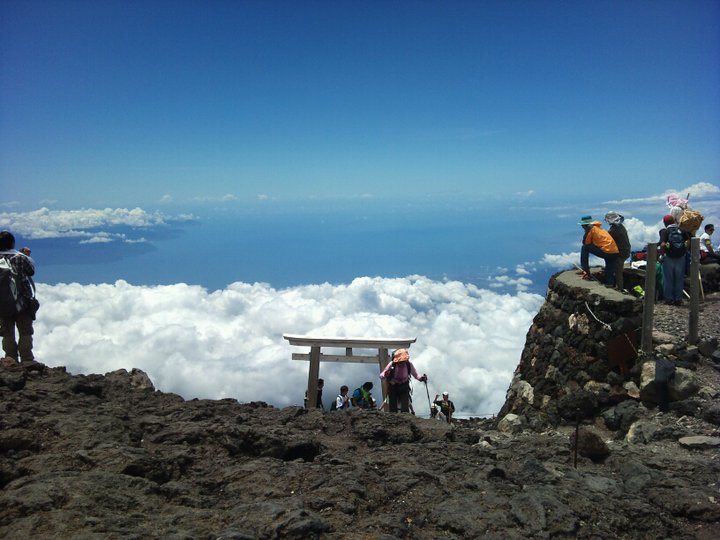
神社脇からの眺望

入口には狛犬、「冨士山頂上淺間大社奥宮」と書かれた石碑が建つ。吉田口と須走口側の頂上にあたるため、人々で賑わう。
当神社から見て南西方向にある剣ヶ峰は火口の反対側に位置しており、到達するためには更に800m以上を歩く必要がある。最高標高地点までのルートとして考えられるものは以下の3ルートである。
1. 御殿場口頂上・富士山本宮浅間大社奥宮を経由するコース
2. 金名水・雷石を経由する内輪コース
3. シャカの割れ石を経由する外輪コース